# Tricholoma bufonium
Tricholoma bufonium (Christian Hendrik Persoon, 1801 ex Claude Casimir Gillet, 1874) din încrengătura Basidiomycota, în familia Tricholomataceae și de genul Tricholoma este o specie de ciuperci otrăvitoare care coabitează, fiind un simbiont micoriza, formând prin urmare micorize pe rădăcinile arborilor. O denumire populară nu este cunoscută. Buretele destul de rar trăiește în România, Basarabia și Bucovina de Nord, izolat sau în grupuri mai mici, la câmpie și deal în păduri de foioase și mixte, dar cu predilecție în cele de conifere montane, preferând un sol acru. Timpul apariției este din (iulie) august până în noiembrie.

## Taxonomie

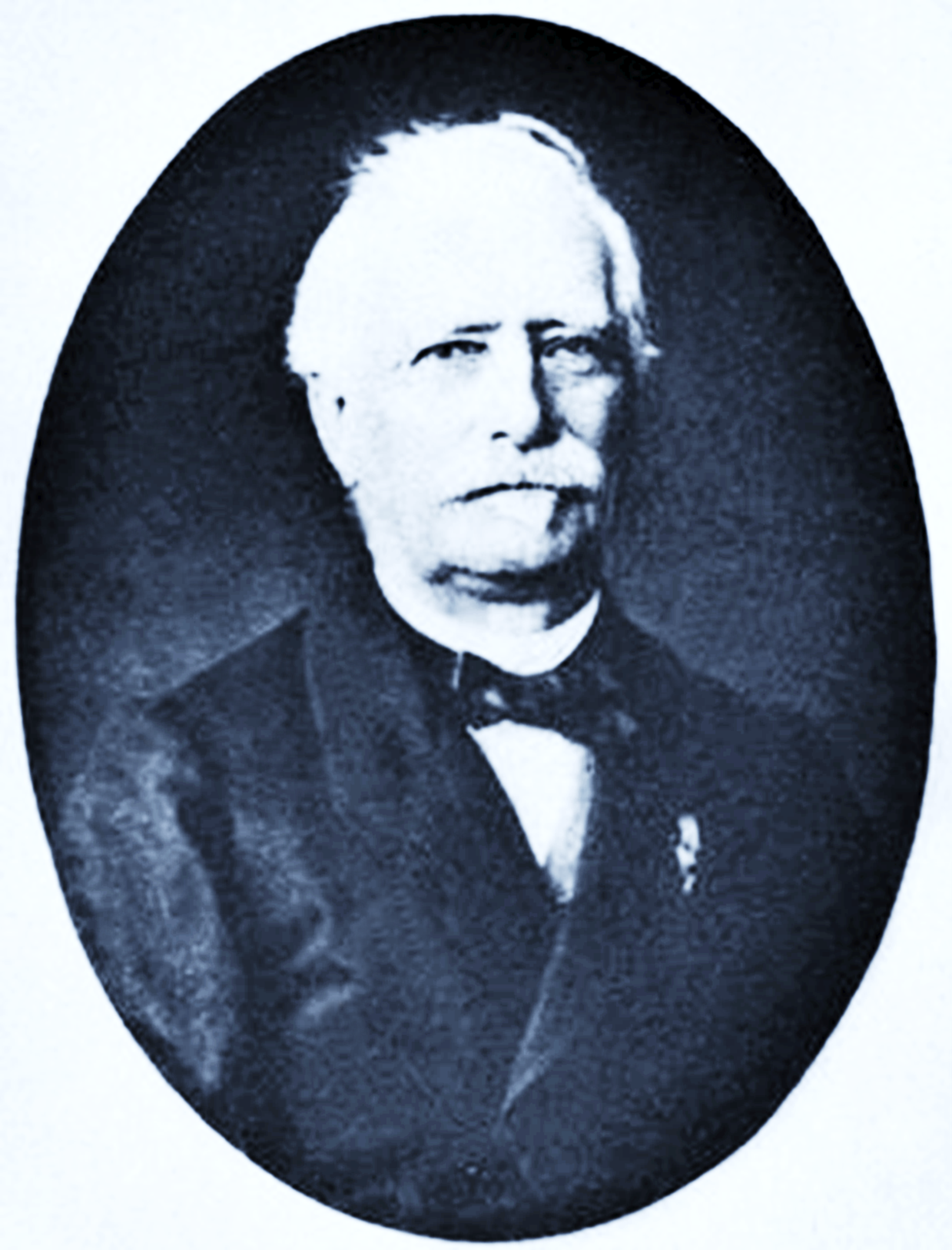
C. C. Gillet

Nume binomial a fost determinat drept Agaricus bufonius de savantul bur Christian Hendrik Persoon în volumul 1 al operei sale Synopsis methodica Fungorum din 1801.
Apoi, micologul francez Claude Casimir Gillet a transferat specia corect la genul Tricholoma sub păstrarea epitetului, de verificat în volumul 1 al lucrării sale Les Hyménomycètes: Ou, Description de tous les champignons (Fungi) qui croissent en France din 1874.
Ulterior au fost făcute încercări de redenumire (vezi în infocasetă) care însă nu au fost aplicate niciodată, fiind astfel neglijabile.
Numele generic este derivat din cuvintele de limba greacă veche (greacă veche τριχο=păr) și (greacă veche λῶμα=margine, tiv de ex. unei rochii), iar epitetul din cuvântul latin (latină bufo=broască râioasă, mormoloc), probabil cauzat faptului că mulți oameni se scârbesc de aceste creaturi.

## Descriere

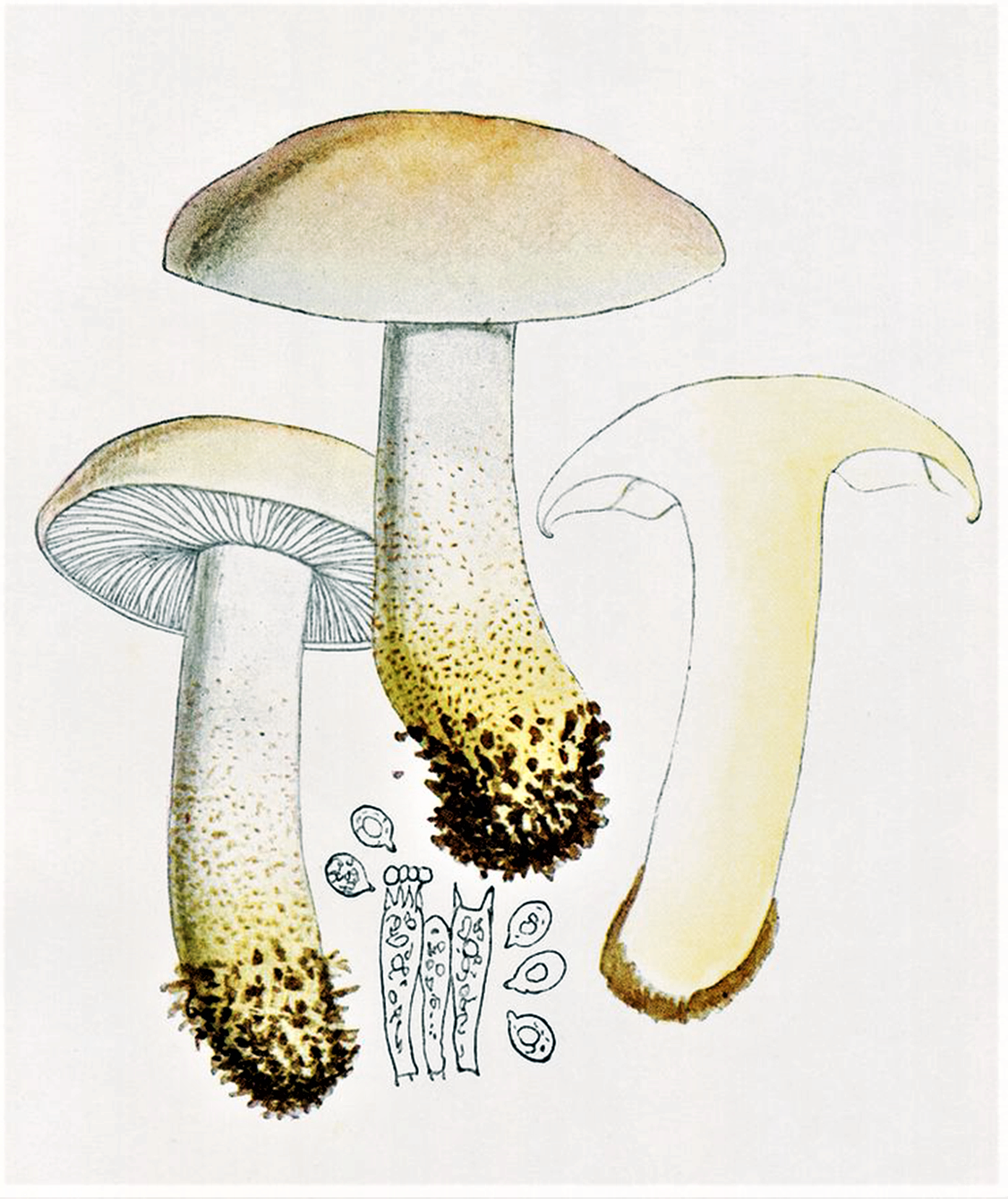
Bres.: Tricholoma sulphurescens

- Pălăria: are un diametru între 3 și 7 (9)cm, este ceva mai cărnoasă doar în creștet, în rest subțire, destul de robustă, la început boltită semisferic până lat conic, devenind mai târziu convexă, apoi plată, și la bătrânețe uneori adâncită în centru. Marginile rămân pentru mult timp răsucite spre interior. Suprafața cuticulei este netedă, mătăsoasă și ceva lipicioasă, spre mijloc fin solzoasă, în vârstă golașă și mată. Coloritul poate fi  brun-liliaceu, brun-roșiatic, vinaceu sau mai mult ocru-maroniu, uneori chiar mai deschis cu nuanțe gălbuie, în special spre margine, căpătând la bătrânețe un aspect de piele de porc .
- Lamelele: sunt ceva sfărâmicioase, îndepărtate și late, neregulat intercalate, bifurcate, inițial arcuite, mai târziu aderate bombat la picior (numit: șanț de castel), uneori și dințat decurente, muchiile fiind mai întâi netede, în vârstă adesea ondulate precum ceva ferăstruite. Coloritul este galben-auriu până galben-sulfureu.
- Piciorul: are o lungime de 4 la 8cm și o lățime de 0,7 la 1,5cm (baza cu peste 2cm), fiind plin, cărnos, dar ceva sfărâmicios, clavat și spre bază adesea tare îngroșat. Coloritul suprafeței este asemănător lamelelor cu o adiere rozalie, tapițat cu fibrile sau solzișori maronii. La bătrânețe prezintă uneori pete brun-roșiatice. Nu poartă un inel.
- Carnea: destul de moale și subțire în pălărie, dar destul de groasă și fermă în picior, de colorit galben până galben-sulfureu, uneori chiar galben-verzui, are un miros puternic și extrem de neplăcut, înțepător de gaz natural sau de iluminare, gustul fiind descris ca de varză aflată în putreziciune și rezidual gazos.[3][4]
- Caracteristici microscopice: are spori aproape globuloși, apiculați, cu o picătură mare uleioasă în centru, neamilozi (nu se decolorează cu reactivi de iod) și hialini (translucizi) cu o mărime de 5-6 x 4,5-5 microni. Pulberea lor este albă. Basidiile clavate cu 2-4 sterigme fiecare măsoară 30-35 x 8-9 microni. Cistidele celule de obicei izbitoare și sterile care pot apărea între basidii și himen, stratul fructifer), în himeniu neexistente, sunt mai scurte, cu vârfuri rotunjite.[10]

Hifele cuticulei sunt cilindrice, dispuse vertical, împletite neregulat, la baza lor clavat îngroșate de 15-45µm x 3-12µm, iar stratul sub-cuticular este format din elemente hifale umflate de 13-50µm × 3-9µm. Pigmentele intracelulare sunt brune. Caulocistidele (cistide situate la suprafața piciorului) cilindrice și orânduite paralel sunt formate de elemente hifale  la bază cuneiforme cu o grosime de 2,5-7 microni. Prezintă doar puține fibule, în himeniu deloc.
- Reacții chimice: nu sunt cunoscute.[12]

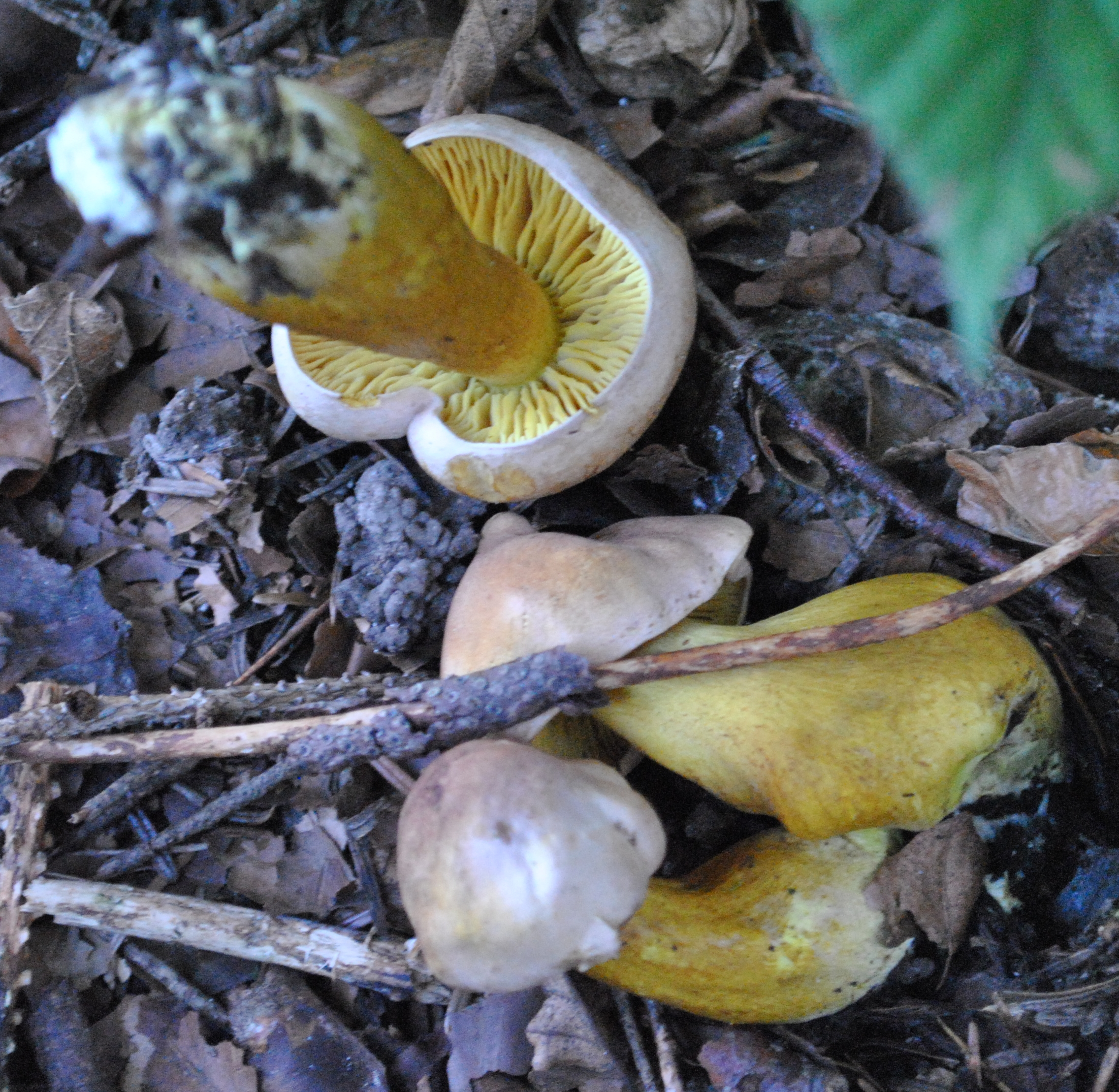
T. bufonium, pălărie, lamele și picior
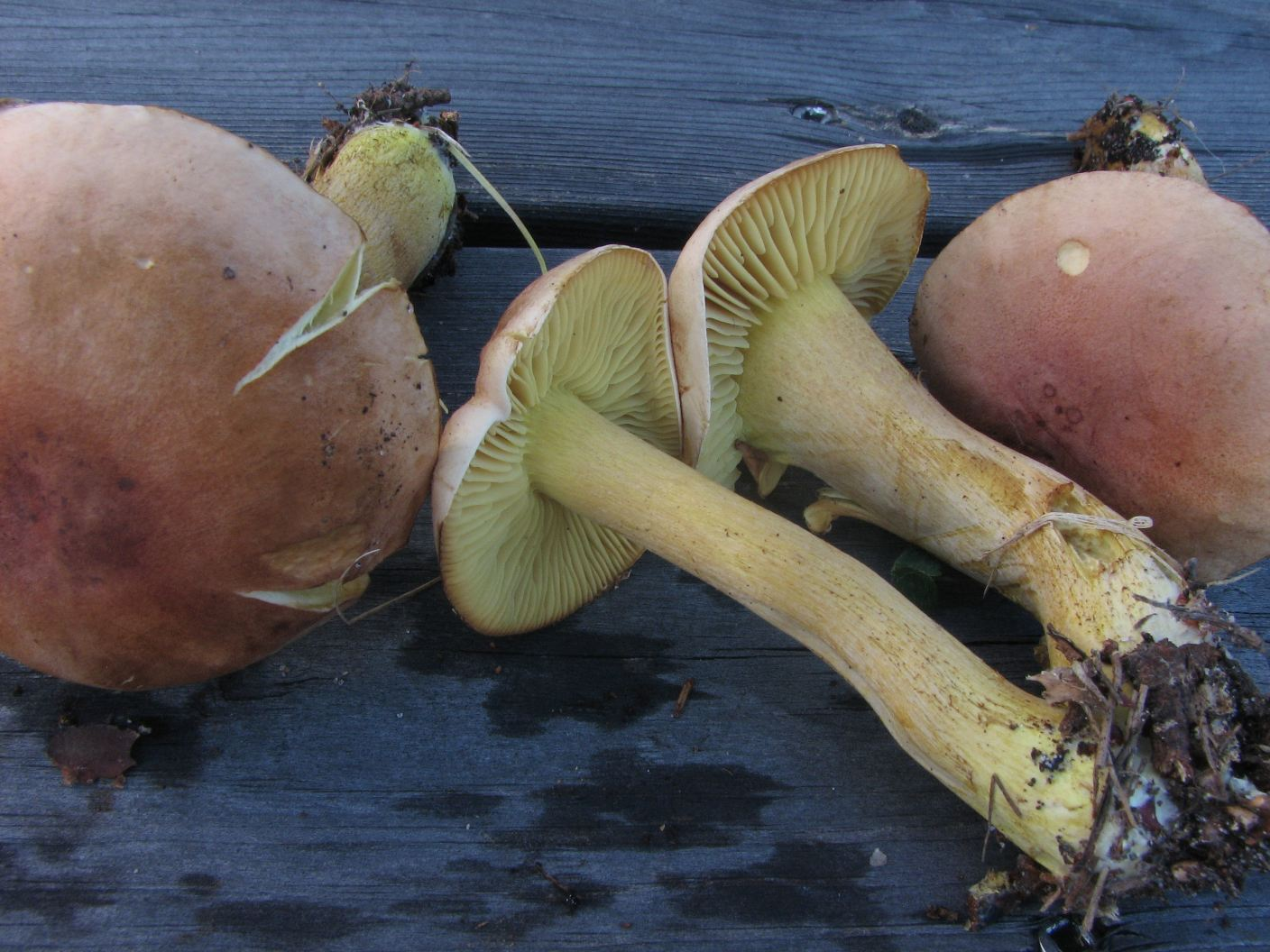
T. bufonium cu nuanțe maronii, pălărie, lamele și picior
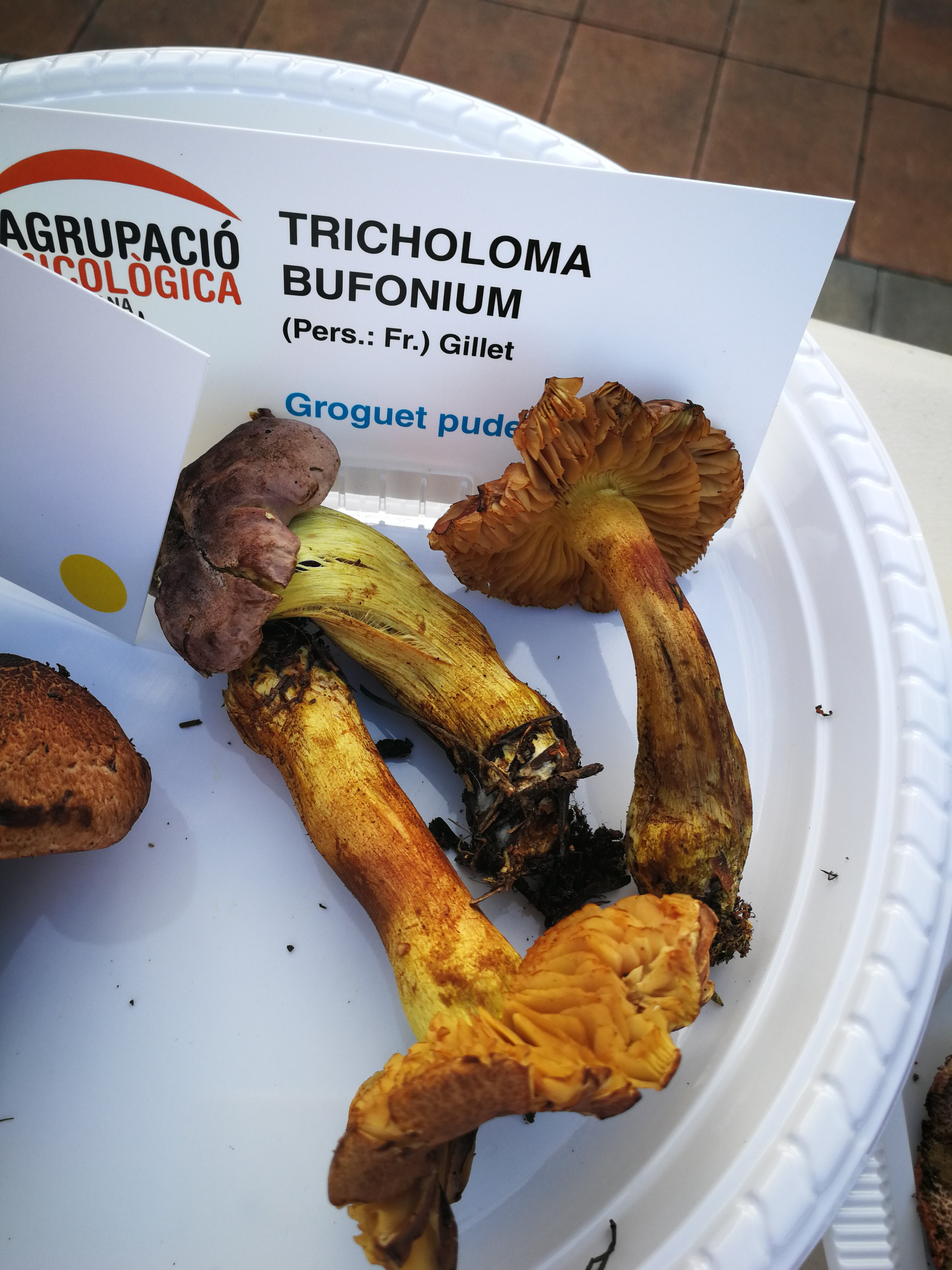
T. bufonium bătrâne

## Confuzii
Specia poate fi confundată de exemplu cu: Tricholoma fulvum (necomestibil), Tricholoma equestre (posibil otrăvitor), Tricholoma lascivum (necomestibil), Tricholoma inamoenum (necomestibil), Tricholoma stiparophyllum (necomestibil, trăiește în păduri de foioase, mai mare, până la 20cm diametru, carne albicioasă până crem, miros dezgustător pământos și gazos, gust amar și foarte iute), Tricholoma sulphureum (otrăvitor) sau Tricholomopsis rutilans (comestibil).

## Specii asemănătoare în imagini

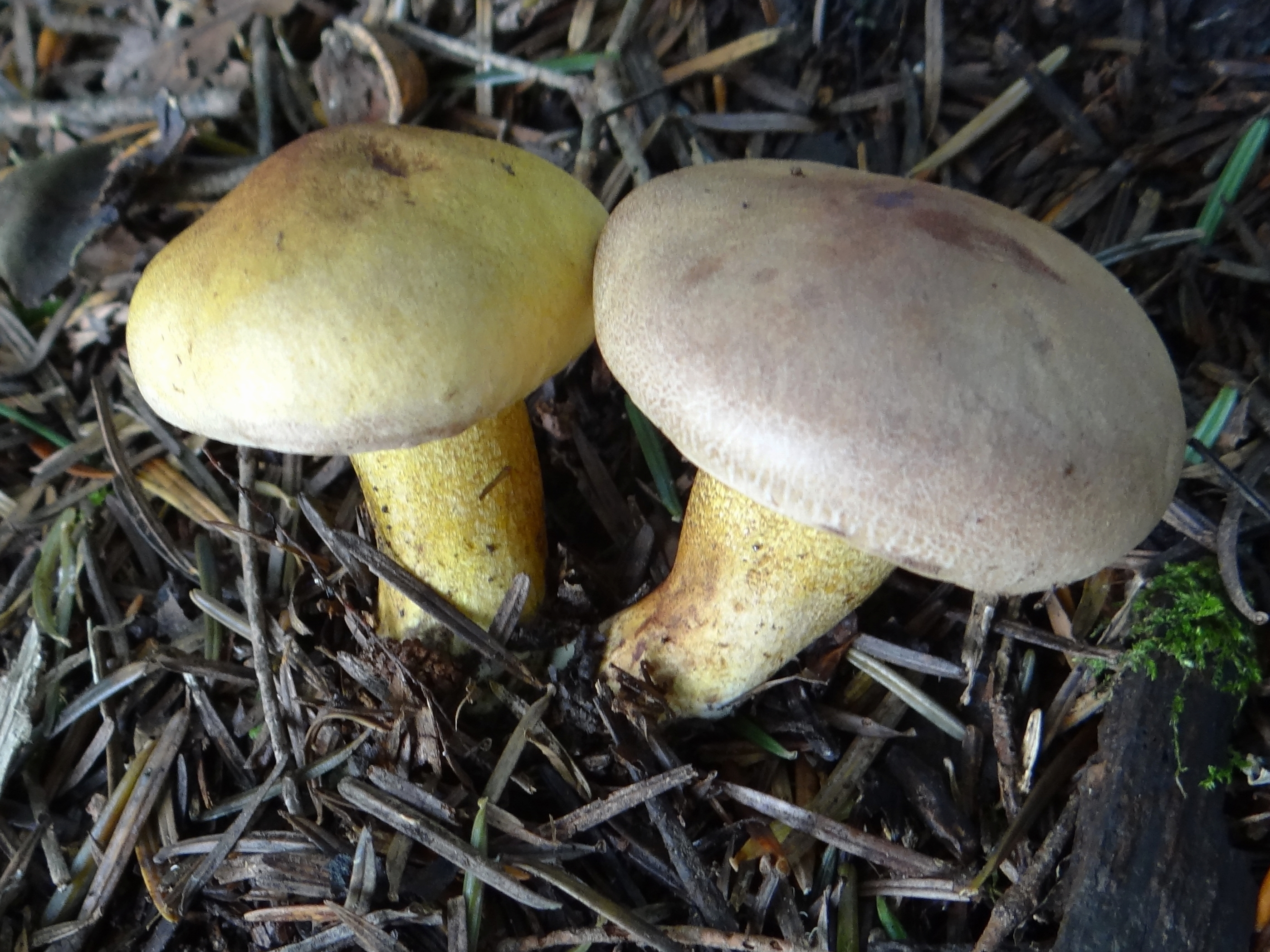
!!Tricholoma equestre!!
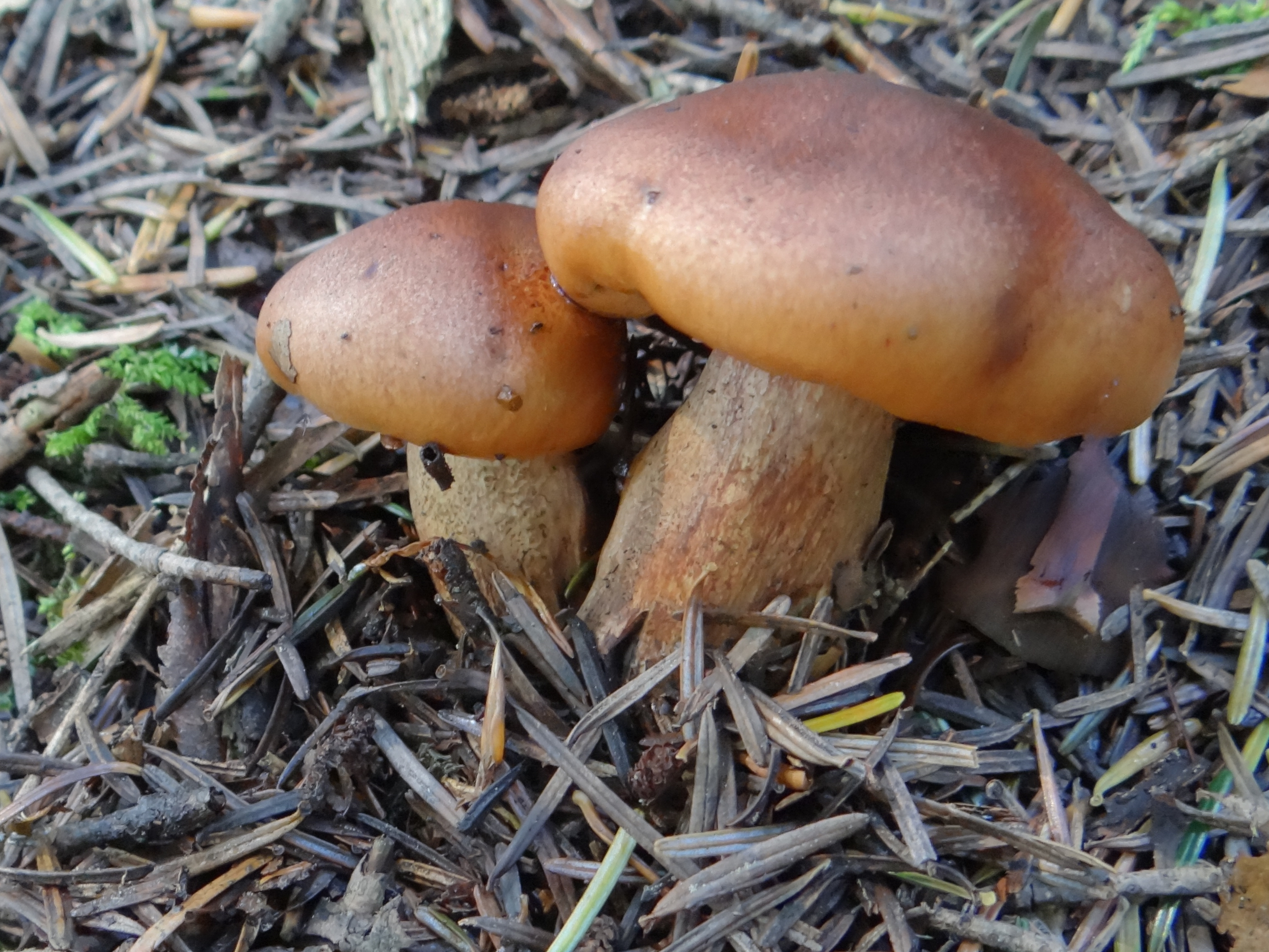
!Tricholoma fulvum!
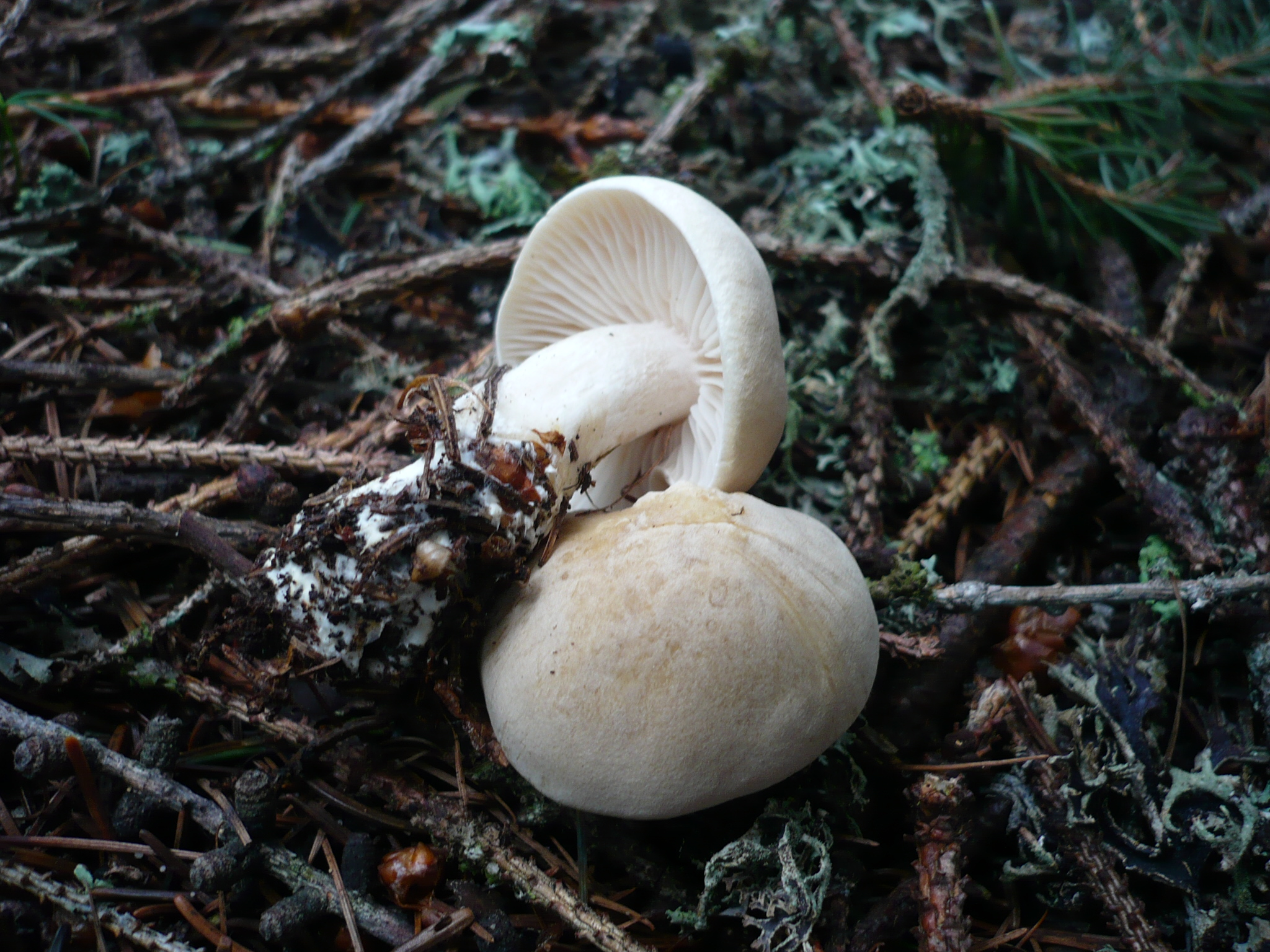
!Tricholoma inamoenum!
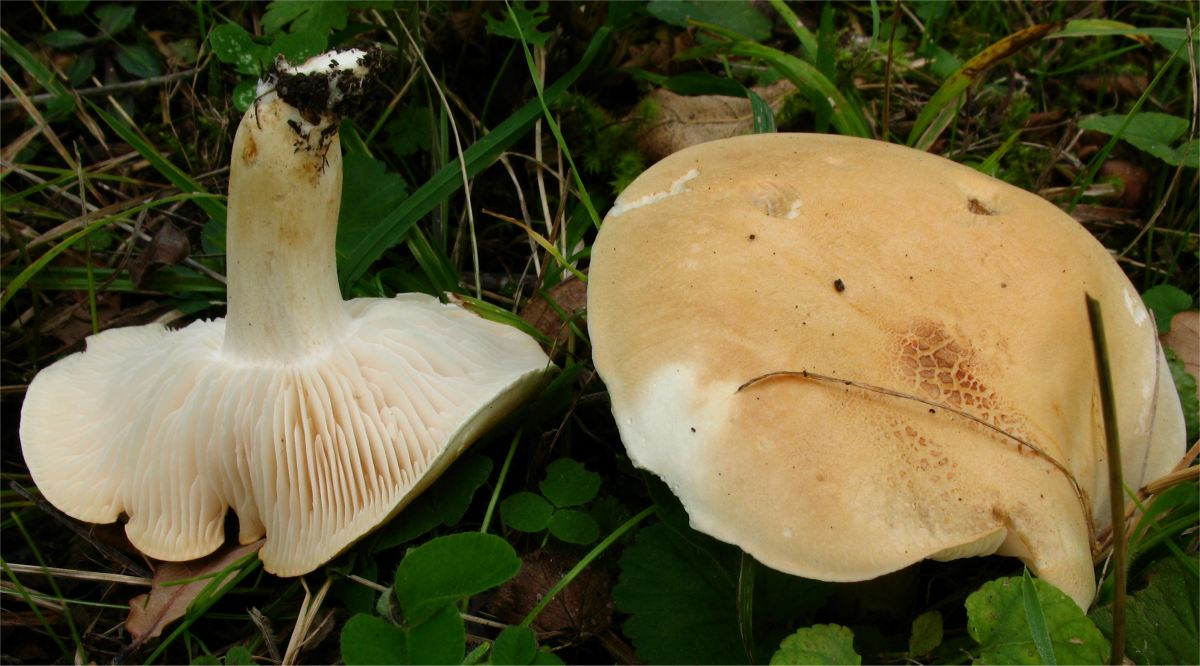
!Tricholoma lascivum!

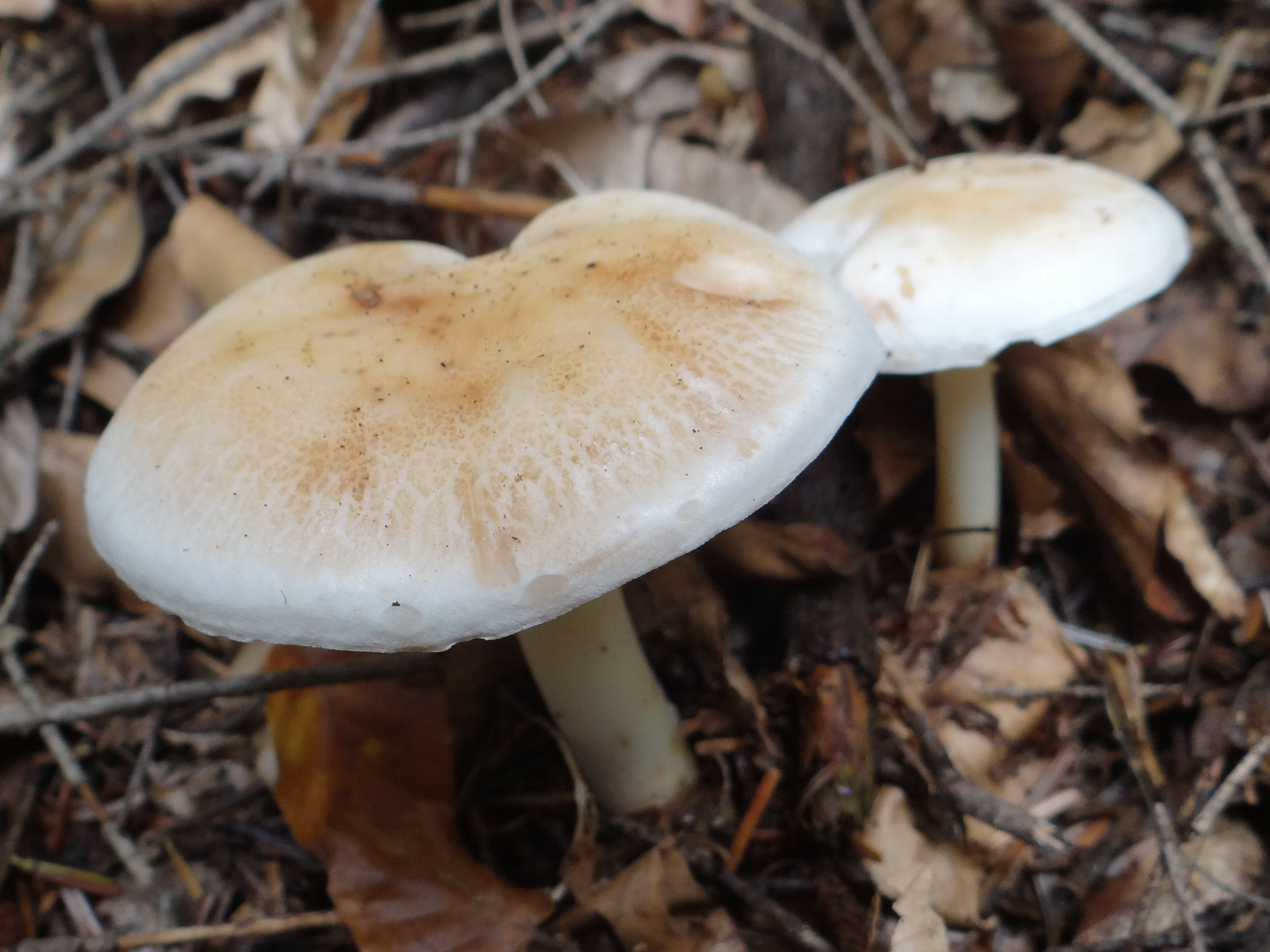
!Tricholoma stiparophyllum!
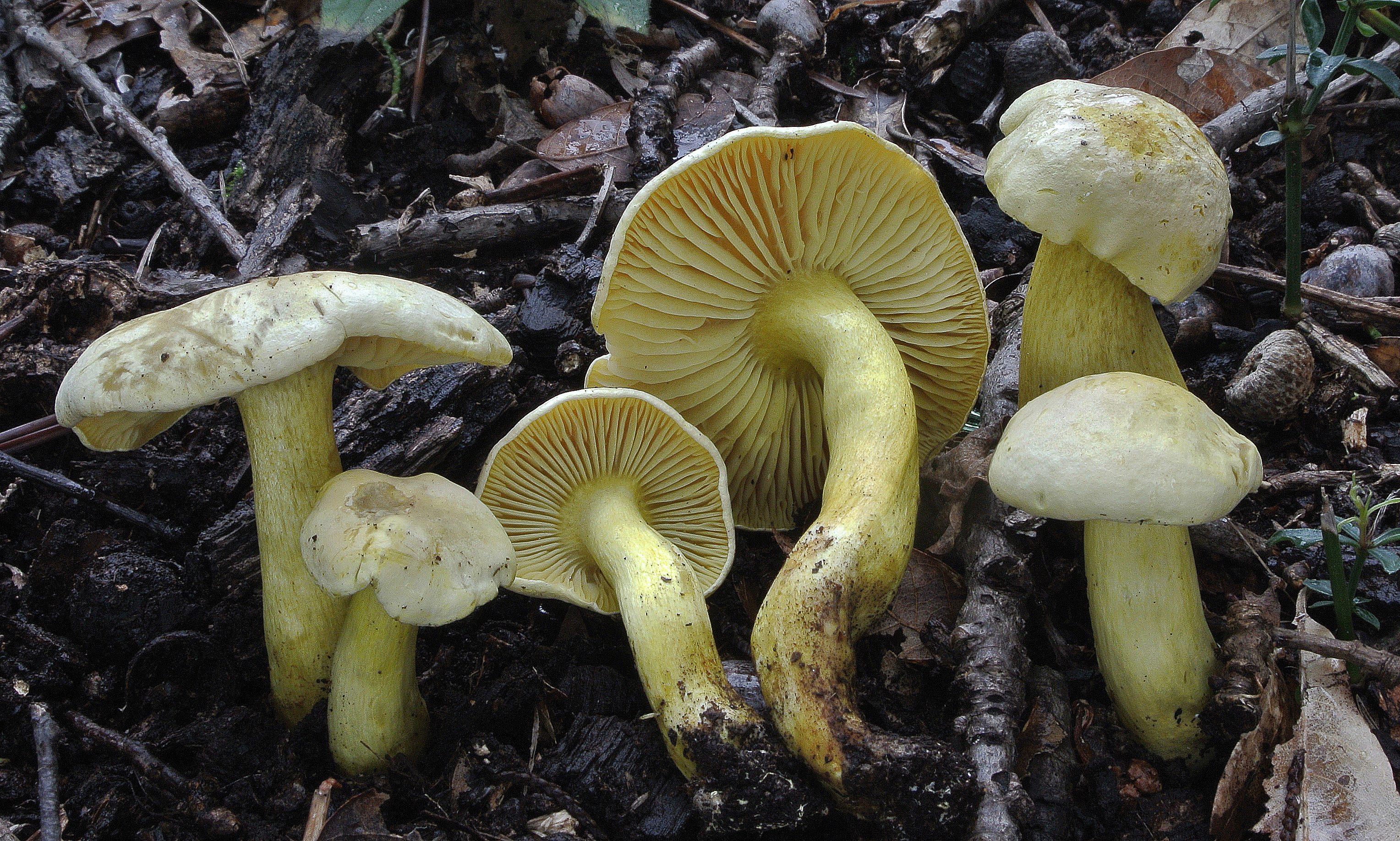
!!Tricholoma sulphureum!!
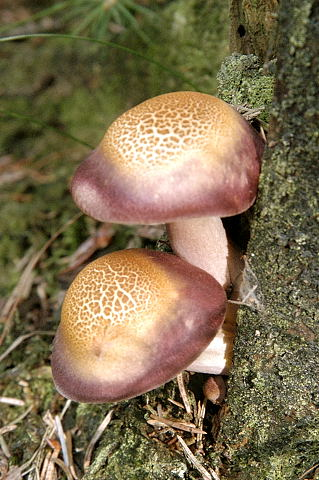
Tricholomopsis.rutilans

## Valorificare
Specia este singur din cauza mirosului dezgustător absolut necomestibilă. Dar este, de asemenea, otrăvitoare, provocând, pentru acela care ar ingera-o totuși, o intoxicație gastrointestinală severă. Chiar doar o probă făcută provoacă nu rar imediat vărsături. Mai este în plus toxică consumată în stare crudă, provocând o anemie hemolitică cu o latență de 2-14 zile. Hemolizinele, compușii toxici ai buretelui, sunt substanțe care se neutralizează la majoritatea tipurilor de ciuperci prin încălzire.
| Nu mâncați niciodată bureți de genul Tricholoma iuți și/sau amari (nici după însilozare) pentru că provoacă aproape mereu tulburări gastrointestinale, parțial foarte severe. |